# 元田恵美
元田 恵美（もとだ えみ、11月30日 - ）は、日本の女性歌手。香川県出身。

## 経歴
2001年4月25日に、「君のままで」でフィックスレコードからデビュー。同曲は同年4月2日に放映開始されたTVアニメ『こみっくパーティー』の主題歌となる。それ以後も、『うたわれるもの』・『テネレッツァ』など、アクアプラス社のゲームやそのアニメ作品の主題歌を歌った。シングル3枚・アルバム1枚をリリースしたが、2006年にPCゲームソフト『フルアニ』のエンディングテーマ「希望の風」を最後に、2015年現在まで新たな楽曲のリリースは行われていない。

## ディスコグラフィー

### シングル
1. 君のままで 2001年, キングレコード, ASIN: B00005HXJU　オリコン51位
  1. 君のままで [4:17]
作詞：須谷尚子／作曲：中上和英／編曲：豆田将
    - TVアニメ『こみっくパーティー』オープニングテーマ

  2. 笑顔を見せて [4:56]
作詞・作曲・編曲：豆田将
    - Dreamcastゲームソフト『こみっくパーティー』エンディングテーマ

  3. 君のままで (ORIGINAL KARAOKE) [4:17]
  4. 笑顔を見せて (ORIGINAL KARAOKE) [4:56]
2. 永久に 2002年, F.I.X. RECORDS, ASIN: B000065E3N　オリコン59位
  1. 永久(とわ)に [5:19]
作詞：須谷尚子／作曲：松岡純也／編曲：松岡純也・豆田将
    - PCゲームソフト『うたわれるもの』エンディングテーマ

  2. 運命-SADAME- [4:21]
作詞：牛島弥美／作曲：豆田将／編曲：豆田将
    - PCゲームソフト『うたわれるもの』挿入歌

  3. 永久に (インストゥルメンタル) [5:19]
  4. 運命-SADAME- (インストゥルメンタル) [4:20]
3. 香る風 2003年, キングレコード, ASIN: B00007KKT5　オリコン159位
  1. 香る風 [3:59]
作詞：元田恵美／作曲・編曲：豆田将
    - Xboxゲームソフト『テネレッツァ』オープニングテーマ
    - 元田恵美が初めて作詞を手掛けた[2]。

  2. 誕生日 [4:58]
作詞・作曲・編曲：豆田将
  3. 香る風 (インストゥルメンタル) [3:59]
  4. 誕生日 (インストゥルメンタル) [4:54]

### アルバム
1. Shining Days 2001年, F.I.X. RECORDS, ASIN: B00005OO0D
  1. 君のままで (ALBUM MIX) [4:19]
  2. I WON'T [4:05]
作詞・作曲・編曲：豆田将
  3. ホントのさよなら [4:41]
作詞・作曲・編曲：豆田将
    - PIECEゲーム『おでかけマルチ』オープニングテーマ

  4. 愛のことば [4:44]
作詞・作曲：BULGE／編曲：豆田将
  5. Shining Days [4:31]
作詞・作曲・編曲：豆田将
    - PIECEゲーム『おでかけマルチ』エンディングテーマ

  6. 笑顔を見せて (ALBUM MIX) [4:59]
  7. Shining Days (Vocalless) [4:30]

### 作品参加
1. 「こみっくパーティー」アニメーション・サウンドトラック 2001年, F.I.X. RECORDS, ASIN: B00005L8K2
  - 「君のままで」（TV SIZE）収録
2. 「こみっくパーティー」オリジナル・サウンドトラック
  - 「君のままで」（ゲームサイズ）・「笑顔を見せて」収録
3. 「うたわれるもの」オリジナルサウンドトラック 2002年, F.I.X. RECORDS, ASIN: B000065E3A
  - 「運命-SADAME-」（ゲームサイズ）・「永久に」収録
4. LEAF VOCAL COLLECTION VOL.2 2003年, AQUAPLUS, ASIN: B0000CDRU1
  - 「運命-SADAME-」・「永久に」収録
5. LEAF VOCAL COLLECTION VOL.2 2003年, AQUAPLUS, ASIN: B0000E5NPF
  - 「香る風」・「ホントのさよなら」・「Shining Days」収録
6. TVアニメーション『こみっくパーティー Revolution』　オープニングテーマ「Fly」 2005年, フロンティアワークス, ASIN: B0008JH754
  - 「一緒に暮らそう」収録
7. TVアニメーション『こみっくパーティー Revolution』サウンドトラック　プラス1 2005年, フロンティアワークス, ASIN: B0009I8WDU
  - 「Best Smile」・「一緒に暮らそう」（TV Size）収録
8. AQUAPLUS VOCAL COLLECTION Vol.4 2006年, F.I.X. RECORDS, ASIN: B000GG4CUC
  - 「Peace of Life」・「風に消えた言葉」・「Best Smile」・「一緒に暮らそう」収録
9. AQUAPLUS VOCAL COLLECTION Vol.6 2009年, F.I.X. RECORDS, ASIN: B002TK1VSE
  - 「希望の風」収録